# Евгений Алексеев
Евгений Алексеев е руски шахматист, международен гросмайстор.

## Шахматна кариера
Започва да играе шахмат на петгодишна възраст. За първи път работи с личен треньор на деветгодишна възраст. През 2001 г. завършна на второ място в първенството на Санкт Петербург.
През 2002 г. спечелва „Essent Open“ в Hoogeveen с резултат 7 точки от 9 възможни. Същата година участва в мач на три поколения между градовете Санкт Петербург и Москва, където Алексеев завършва реми с Борис Грачев от отбора на Москва.
През 2004 г. става отборен вицешампион на Босна и Херцеговина със състава на „ШК Киселяк“. През юни участва на световното първенство в Триполи, където е отстранен в първия кръг от Утут Адианто. През септември заема 4 м. в турнир за млади майстори в Лозана, след като губи плейоф за третото място от Давид Навара. През декември спечелва „Мемориал Константин Асеев“ с резултат 6 точки от 7 възможни, оставяйки на второ място със същия резултат Пьотър Свидлер.
През 2005 г. завършва на второ място в първенството на Русия за юноши до 20 години. Алексеев постига резултат 8 точки от 11 възможни, което е с половин точка по-малко от шампиона Артьом Тимофеев и с точка и половина повече от третия Александър Рязанцев. През май завършва на трето място в турнира „Млади звезди на света“ с резултат 7 точки от 12 възможни. През юли завършва на второ място в открития турнир за майстори, част от шахматния фестивал в Бил. През ноември завършва на 3-то място на световното първенство за юноши до 20 години в Истанбул. В края на същия месец участва в световната купа по шахмат, където е отстранен в първия кръг от Муртас Кажгалеев с 0,5 – 1,5.
През май 2006 г. участва в мач между градовете Москва и Санкт Петербург, където побеждава с 1,5 – 0,5 точки Алексей Коротилев от отбора на Москва. През юни завършва на 4 м. в първенството на Санкт Петербург с резултат 7,5 точки от 11 възможни. Същия резултат има третият Никита Витюгов и местата в крайното класиране са определени според коефициента на Бергер. Същата година става шампион на Русия, след като завършва на 1 – 2 м. с Дмитрий Яковенко в суперфинала и го побеждава с 1,5 – 0,5 в плейофа за определяне на крайния победител.
През 2007 г. спечелва турнира „Аерофлот Оупън“ с резултат 7 точки от 9 възможни. През март поделя 2 – 4 м. с Виктор Бологан и Александър Онищук на турнира в Пойковски. През юли завършва на 2 – 4 м. с Петер Леко и Вишванатан Ананд на турнира „Шпаркасен Чес Мийтинг“ в Дортмунд. Тримата гросмайстори приключват състезанието с резултат 4 точки от 7 възможни, на точка зад победителя Владимир Крамник. През август участва в мач между Русия и Китай, където постига най-висок индивидуален резултат – 7 точки от 10 възможни. През октомври става вицешампион на Испания с отбора на „Cuna de Dragones“. Същата година участва на световната купа по шахмат в Ханти Мансийск, където е отстранен на четвъртфиналите от Сергей Карякин с 1,5 – 2,5.
През април 2008 г. става вицешампион на Русия с отбора на „Економист-1“ (Саратов). През август спечелва гросмайсторския турнир на шахматния фестивал в Бил. След последния кръг Алексеев заема 1 – 2 м. с Лениер Домингеш, но руснакът спечелва плейофа за титлата с 2,5 – 1,5 точки. През октомври спечелва бронзов медал от индивидуалното първенство на Русия. След последния кръг заема 1 – 3 м. с Дмитрий Яковенко и Пьотър Свидлер и е проведен плейоф за определяне на крайния победител. През ноември става шампион на Испания с отбора на „Cajacanrias“.
През октомври 2009 г. спечелва европейската клубна купа с отбора на „Економист-1“ (Саратов). През ноември участва на световната купа по шахмат, където е отстранен в третия кръг от Фабиано Каруана с 2,5 – 3,5.
Алексеев участва на две европейски отборни първенства с отбора на Русия. През 2007 г. спечелва шампионата в Солун. Тогава играе на четвърта дъска и постига резултат 5 точки от 7 възможни, което му донася сребърен медал на дъска. През 2009 г. става носител на сребърен отборен медал от първенството в Нови Сад, където играе на четвърта дъска и записва резултат 4 точки от 7 възможни.